# Tony Hawk: Shred Session
Tony Hawk's Shred Session est un jeu vidéo annulé de simulation de skateboard de type endless run, développé par Big Bit et édité par Activision en 2014 sur iOS et Android. C'est un spin-off de la série des Tony Hawk's, plus précisément de Tony Hawk: Shred. Le jeu a connu un  pré-lancement officiel le 22 mai 2014, mais la sortie mondiale du jeu a été annulée,,,.

## Système de jeu
Shred Session would be played as a 3D endless runner, similar to the Temple Run or Sonic Dash video games. The game would include a swipe-controlled trick system, and several game modes.
Shred Session aurait dû être un endless-runner, un jeu de course 3D sans fin définie. Le jeu aurait aussi dû inclure différents modes de jeu, ainsi qu'un système de trick à doigt.

## Développement
En octobre 2013, Tony Hawk a évoqué son souhait de développer des jeux destinés aux appareils mobiles. En février 2014, une nouvelle entrée dans la série des Tony Hawk's a été confirmée. Hawk a déclaré que la nouvelle entrée de la série serait une exclusivité mobile, mais a confirmé par la suite que le jeu avait été reporté plus tard dans l'année.